# Josephine Terlecki
Josephine Terlecki (Dresda, 17 febbraio 1986) è una pesista tedesca.

## Palmarès
| Anno | Manifestazione           | Sede      | Evento         | Risultato | Misura  | Note                                     |
| ---- | ------------------------ | --------- | -------------- | --------- | ------- | ---------------------------------------- |
| 2005 | Europei juniores         | Kaunas    | Getto del peso | 7ª        | 15,63 m |                                          |
| 2007 | Europei under 23         | Debrecen  | Getto del peso | 6ª        | 16,53 m |                                          |
| 2011 | Europei indoor           | Parigi    | Getto del peso | Bronzo    | 18,09 m | Miglior prestazione personale            |
| 2011 | Mondiali                 | Taegu     | Getto del peso | 17ª (q)   | 17,85 m |                                          |
| 2012 | Europei                  | Helsinki  | Getto del peso | 4ª        | 18,33 m |                                          |
| 2012 | Olimpiadi                | Londra    | Getto del peso | 17ª (q)   | 17,78 m |                                          |
| 2013 | Europei indoor           | Göteborg  | Getto del peso | 5ª        | 18,16 m | Miglior prestazione personale stagionale |
| 2013 | Mondiali                 | Mosca     | Getto del peso | 13ª (q)   | 17,87 m |                                          |
| 2014 | Mondiali indoor          | Sopot     | Getto del peso | 15ª (q)   | 17,11 m |                                          |
| 2015 | Giochi mondiali militari | Mungyeong | Getto del peso | 7ª        | 15,86 m |                                          |

## Altre competizioni internazionali
2013
- Bronzo al Hallesche Halplus Werfertage ( Halle), getto del peso - 18,58 m
- 8ª al Weltklasse Zürich ( Zurigo), getto del peso - 17,48 m
- 5ª al Meeting ISTAF ( Berlino), getto del peso - 17,38 m

2014
- Argento al Hallesche Halplus Werfertage ( Halle), getto del peso - 17,46 m
- 10ª al IAAF World Challenge Beijing ( Pechino), getto del peso - 16,36 m
- 11ª al Golden Gala ( Roma), getto del peso - 16,74 m
- 4ª al Meeting Anhalt ( Dessau), getto del peso - 16,89 m